# برتراند فيساج
برتراند فيساج (بالفرنسية: Bertrand Visage)‏ روائي فرنسي ولد في 8 مارس 1952 في شاتودون. أمضى الكثير من حياته ما بين باليرم و روما. حصل على جائزة فيمينا الأدبية عام 1984.